# Michele Dall'Ongaro
Michele dall'Ongaro (Roma, 16 novembre 1957) è un compositore, musicologo e conduttore radiofonico italiano.

## Biografia
Figlio dell'attrice Deddi Savagnone, si è diplomato in Composizione al Conservatorio di Santa Cecilia (Armando Renzi, Domenico Guaccero), Musica elettronica (Franco Evangelisti), Musica corale e direzione di coro (Vieri Tosatti, Domenico Bartolucci), Teoria e tecnica del canto popolare (Diego Carpitella), per poi perfezionarsi sotto la guida di Aldo Clementi e Franco Ferrara.
Nel 1978 è stato tra i fondatori di Spettro Sonoro, ensemble italiano dedito alla promozione e l'esecuzione della musica contemporanea, collaborando come interprete alla realizzazione di prime assolute e prime italiane di autori come Cage, Stockhausen, Evangelisti, Clementi, Scelsi. Sempre con Spettro Sonoro è stato tra gli interpreti della prima esecuzione integrale dell'opera musicale di Nietzsche (1979, Teatro Argentina). Negli anni 80 ha collaborato come pianista con l'Orchestra Sinfonica della RAI di Roma e del Teatro dell'Opera di Roma.
Ha insegnato per 21 anni al Conservatorio "Casella" dell'Aquila e al Conservatorio "Perosi" di Campobasso. Ha inoltre insegnato alla Scuola Popolare di Musica di Testaccio a Roma, di cui è stato socio fondatore.
È stato consulente musicale del Romaeuropa Festival (1993-1999), presidente di Nuova Consonanza (1996-1999), curatore delle Attività Permanenti del Settore Musica della Biennale di Venezia (1999-2001, 2003-2004). È stato vicepresidente di Tempo Reale ed è membro del direttivo dell'Accademia Filarmonica Romana.
Dal 2008 al 2015 ha rivestito il ruolo di Sovrintendente dell'Orchestra Sinfonica della Rai di Torino.
Dal 2015 al febbraio 2025 è stato Presidente e Sovrintendente dell'Accademia Nazionale di Santa Cecilia di Roma, succedendo a Bruno Cagli.

### Attività compositiva
Le sue composizioni sono state eseguite da interpreti come Lü Jia, Pierre-Yves Artaud, Quartetto Arditti, Luisa Castellani, Ex-Novo Ensemble, Ars-Ludi, Eugenio Colombo, Ciro Scarponi, Emanuele Arciuli, Ensemble Alter Ego, Ensemble L'itinerarie, Ensemble Recherche, Ensemble 2E2M, Roberto Prosseda all'interno della programmazione delle principali istituzioni in Italia e all'estero (tra cui Accademia di Santa Cecilia, Teatro dell'Opera di Roma, Biennale di Venezia, Accademia Filarmonica Romana, Teatro Comunale di Bologna, Teatro Massimo di Palermo, Teatro Lirico di Cagliari, Festival Milano Musica, Istituzione Universitaria dei Concerti di Roma, Festival Pontino, Nuova Consonanza, RomaEuropa Festival, Fabbrica Europa, Antidogma Musica).
Ha collaborato con Luciano Berio, Gianni Rodari (Il filo, intermezzo in un atto, 1975), Vittorio Sermonti (melologo Gilda, mia gilda, 2001, La signorina Valerì, 2007), Luca Ronconi (musiche originali per Lisistrata, 1999), Stefano Benni (ciclo di conferenze su Fantasia e musica, Bologna, 1998), Michele Serra (Jekyll, radiofilm musicale, 1995, Il Signor Carmine e altri animali, 1996), Alessandro Baricco (City reading, 2003), Ennio Morricone (Una via crucis, cantata per soli, coro, voce recitante, organo e orchestra, 1992, con Egisto Macchi e Antonio Poce), Carlo Cecchi (Tartufo di Molière, 2007).

### Attività radiofonica e televisiva
Prolifica la sua attività di conduttore e autore radiofonico a Radio RAI: nel 1985 ha iniziato la collaborazione con Radio2, proseguendo dal 1990 su Radio3 (di cui è stato dal 2000 al 2015 il responsabile della programmazione musicale).
Ha lavorato come ideatore e autore televisivo per numerosi programmi dedicati alla musica moderna e contemporanea. Negli anni 2010, si è cimentato eccezionalmente nell'attività di conduttore televisivo con il programma Petruška trasmesso sulla rete nazionale Rai 5.

## Pubblicazioni
- La musica tra suono e silenzio in "Atlante del Novecento" (UTET, 2000) a cura di L. Gallino, M. L. Salvadore e G. Vattimo
- La musica liquida del XXI Secolo in "NOVA" (UTET, 2005)
- Puccini: tutte le opere (Pacini Editore, 1986) a cura di L. Padellaro

## Televisione
- 1979: Che musica è? (Rai 3)
- 1996: Ritratto di Barbara Giuranna (Rai 3)
- 2011-2016: Petruška (Rai 5)

## Radio
- Le ore della musica (Radio 2)
- Appassionata (Radio 2)
- Il fascino discreto della melodia (Radio 2)
- I concerti del Quirinale (Radio 3)
- Radiotre Suite (Radio3)

## Onorificenze e riconoscimenti
- 2008 - Accademico di Santa Cecilia.